# Fiesta en América
«Fiesta en América» es una canción escrita por Honorio Herrero e interpretada por el cantante puertorriqueño Chayanne. Fue lanzado como su primer sencillo de su tercer álbum Chayanne.

## Posición en listas de éxitos
El sencillo alcanzó el número 4 en la lista Billboard Hot Latin Tracks el 10 de octubre de 1987. También ocupó el puesto 49 en la recapitulación de 2008 para las '100 mejores canciones de los 80 en español' de VH1 Latinoamérica.  

## Versión Rock extendida
La canción fue regrabada como una versión rock (probablemente en el año 1992). La versión dura hasta 6 minutos. Fue incluido en Grandes Éxitos. 

## Video musical
Un video musical fue grabado en San Juan, Puerto Rico, en 1987.